# Carpinus mengshanensis
Carpinus mengshanensis là một loài thực vật có hoa trong họ Betulaceae. Loài này được S.B.Liang & F.Z.Zhao mô tả khoa học đầu tiên năm 1991.